# Kableșkovo, Dobrici
Kableșkovo (în bulgară Каблешково, în română Pașa-Balî) este un sat în comuna Tervel, regiunea Dobrici, Dobrogea de Sud, Bulgaria. 
Între anii 1913-1940 a făcut parte din plasa Curtbunar a județului Durostor, România.

## Demografie
Componența etnică a satului Kableșkovo
     Turci (26,85%)
     Bulgari (8,26%)
     Romi (43,71%)
     Nicio identificare (21,17%)
La recensământul din 2011, populația satului Kableșkovo era de 581 locuitori. Nu există o etnie majoritară, locuitorii fiind romi (43,71%), turci (26,85%) și bulgari (8,26%). Pentru 21,17% din locuitori nu este cunoscută apartenența etnică.